# Arquidiocese de Bremen
A Arquidiocese de Bremen ou Brema (em alemão: Erzbistum Bremen) foi uma diocese católica entre 787 e 1540, fundada pelo imperador Carlos Magno. Depois da reforma protestante, foi diocese luterana de 1540 a 1648. Bremen foi sede da província eclesiástica que abrangia os bispados da Escandinávia, durante o processo de cristianização dos Países Nórdicos.
Missionários desta arquidiocese foram enviados à Dinamarca, Suécia e Países Bálticos com a missão de espalhar a fé cristã. O primeiro arcebispo foi Ansgário (831–865), cuja vida é preservada na Vida de Ansgário, e o segundo Rimberto (865–889). O cronista Adão escreveu os Feitos dos Bispos da Igreja de Hamburgo que narra a história da arquidiocese.